# Charte communale d'Oisy
 (novembre 2023).
Si vous disposez d'ouvrages ou d'articles de référence ou si vous connaissez des sites web de qualité traitant du thème abordé ici, merci de compléter l'article en donnant les références utiles à sa vérifiabilité et en les liant à la section « Notes et références ».
 (novembre 2023).
- Si vous ne connaissez pas le sujet, laissez ce bandeau (vous pouvez alors contacter les auteurs).
- Si vous supprimez le contenu mis en cause (vous pouvez préalablement contacter les auteurs),

argumentez précisément cette suppression dans la page de discussion
(un manque de référence n'est pas un argument ; une recherche réelle de référence doit avoir été effectuée, être formellement documentée).
La Charte communale d'Oisy a été donnée aux habitants du Bourg d'Oisy en 1216 par Jean II de Montmirail
Une copie authentique se trouve à la bibliothèque de Douai porte la date du VIII des Calendes de mai 1216

## Extraits
Ne pouvant donner ici en entier cette pièce trop considérable, nous nous bornerons à en citer quelques extraits significatifs.
Le Seigneur s’y montre préoccupé du bonheur de ses vassaux auxquels il promet aide et protection contre les injustices de ses propres officiers.

### Préambule
« Au nom de notre Seigneur, Je, Jehan, Chastelain de Cambray et Seigneur d’Oisy fay seavoir à tous cils qui sont et qui seront à toujours, que nous octroyons à tous les habitants d’Oisy et qui venront pour là manoir et habiter…(suivent 52 Articles)»

### Des droits du seigneur sur ses sujets
Les droits que la Charte déclare être dû se réduisent à deux, très peu considérables : 
- le premier est une taille sur les habitants, qui cultiveront un certain nombre de « mencauldées » de terre ou qui posséderont un manoir : la plus forte n’est que de douze deniers, elle y est appelée « assise de Saint-Rémi » parce qu’elle doit être payée à la fête de ce saint.
- Le second concerne les corvées. La Charte porte que : « chacun des bourgeois manant dedans Oisy doit au Seigneur six corvées, chacune corvée par un jour en la terre le Seigneur, chacun an de ce labeur dont il vit »

### Loi du Talion
Les articles qui suivent règlent quel est l’usage et la coutume qu’on observe et que l’on doit observer dans les différents cas de police, de matières ordinaire et de Crimes, quelles sont les amendes pour les contraventions que les échevins peuvent connaître de certaines matières, comme de régler les mesures, de fixer les prix des liqueurs, d’ensaisiner, etc. (ce terme indiquait la mise en possession de l’acquéreur d’un domaine tenu en roture. Le Seigneur de qui relevait ce domaine donnait l’ensaisinement, ou investiture, sur l’exhibition du contrat d’acquisition)
Il fixe une loi qui mérite de s'y arrêter : La loi du Talion
« De requief, dedans la banlieue mort pour mort, membre pour membre »

### Étendue de la commune
« la banlieue s’étendait dusques à Fressies et dusques à la porte d’Allues et dusque à la rivière de Sauchy et dusques à Saucy les cours des moines et dusques à Epinoy »

### Les franchises
Un des derniers articles de cette charte contenait les franchises que le seigneur accordait à ses vassaux d’Oisy :
« De requief, si aucuns des hommes de mes villes esquelle cette franquise n’est pas, veut manoir en mes châteaux esquels cette franquise est établie, il n’y peut manoir sans mon congiet »
La loi d’Oisy n’est pas moins libérale, d’une part elle permet à tout individu de venir se fixer au bourg d’Oisy, sauf le cas où il serait poursuivi pour meurtre ou trahison, parce qu’alors il exposerait les habitants à des représailles ou à des vengeances. D’un autre côté, les Echevins déclarent « que s’il voient homme en la ville, à qui le Sire, suivant les us et coutumes de la ville, ait donné metz (manoir) ils auront celui-ci pour bourgeois. »
Enfin Jean, Seigneur d’Oisy, appelle cette charte, Charte d’institutions, c’est-à-dire « la loy déclarant les choses observées, ou devant l’être dans la ville d’Oisy » 

### Le sceau
De plus, pour la rendre authentique, ferme et stable, il la revêtit de toutes les formes usitées, la scella de son sceau, la signa et en fixa l’exécution, puis la fit signer et jurer par ses chevaliers, ses francs hommes, par le Prévost et les Echevins d’Oisy. (les habitants d’Oisy eurent un Prévôt et des Echevins jusqu'à la révolution) :
« Et pour que ceste notre constitution soit ferme et estable à toujours et vaille toujours par la plus ferme fore, nous avons warni le présent escrit de l’empreinte notre scel et avons warni de subscriptions de témoings et nous avons juré en Sains et nous avons fait jurer nos chevaliers et nos fidèles hommes que nous garderons fermement et sans blessure cet escrit.
Signé de moi Jehan, Seigneur d’Oisy, de Montmirel et Castelain de Cambray, signé de Bétremine, notre Capelain, signé de Dieudonné, notre Clerc, Bauduin Seigneur d’Aubencheul, Huon Daplart, Alard de Saucy, Luison de Riaulcourt, Wilquimne, son frère, Jacques de Markion, Pierron de Lambres, Landré d’Allues, Simon d’Oisy, Huon de Vilers, Alard de Palluel, Laudry de Saucy, Enguerrand de Hainecourt, pierron de Douai, Watier de Guelezin, Guion de Ruaucourt, Robert de Wille, Bétremies de Bregières, Huon Lequien, Simon de Bourlon, Huart de Bussy, Enguerrand de Billy, Cevaliers et mes hommes, viennent ensuite les signatures du Prévost et des Cinq Echevins.
Fait en l’an de notre Seigneur milième deucentième seizième et witimes Calendes de mai : dure à toujours ».

## Conclusion
Lorsque Jean octroya cette charte, il habitait encore sa terre d’Oisy ou il résida jusqu’au moment de son mariage avec Elizabeth de Chartres. Et si à cette époque il s’éloigna pour aller habiter ses nouveaux domaines, il conserva toujours le plus grand intérêt pour sa première seigneurie si nous en jugeons par ce qu’il y fit quelques années plus tard en fondant sur ses terres d’Oisy la célèbre Abbaye de l’ordre de Cîteaux qui exista jusqu’en 1789 sous le nom du Verger ou de Sainte Marie du Verger (Beatoe Maria de Virgulto)